# La cosa d'oro
La cosa d'oro (Das goldene Ding) è un film del 1972 diretto da Alf Brustellin, Nicos Perakis, Edgar Reitz e Ula Stöckl.

## Trama
Il film, quasi interamente interpretato da bambini, racconta la storia degli Argonauti alla ricerca del vello d'oro.